# Golfclub Lenzerheide
Golfclub Lenzerheide is een Zwitserse golfclub in Lenzerheide, in het kanton Graubünden.
De baan ligt op ongeveer 1400 meter hoogte in een golvend landschap, tussen met dennen begroeide bergen. Hij is geopend van eind mei tot eind oktober.
Het heeft lang geduurd voordat Lenzerheide een golfbaan kreeg. In 1924 worden de eerste plannen gemaakt door Franz Brenner, eigenaar van het Hotel Schweizerhof. Ook de plannen van 1924 met golfbaanarchitect Albert Hockey gaan niet door. In 1939 wordt het eerste pachtcontract gesloten, maar pas in 1947 krijgt de Zwitser Otto F. Dillier opdracht de baan te ontwerpen. Deze wordt i.s.m. Donald Harradine aangelegd. In 1951 zijn de eerste negen holes klaar, in 1953 wordt begonnen met de uitbreiding naar 18 holes.
In de 80'er jaren komt er een nieuw clubhuis en wordt beregening van de greens aangelegd.
De club heeft een kleine wachtlijst. Er zijn ongeveer 800 leden, ruim 10% van het ledenbestand is jeugd.

## Trivia
In 1991 werd het tweede Kampioenschap voor professionals op Lenzerheide gespeeld. Winnaar werd Paolo Quirici, tweede werd André Bossert.